# Eumegistus illustris
Eumegistus illustris és una espècie de peix de la família dels bràmids i de l'ordre dels perciformes.

## Morfologia
Els mascles poden assolir els 47 cm de longitud total.

## Distribució geogràfica
Es troba al Pacífic (Okinawa, Fidji, Tuvalu i Hawaii) i a l'oest de la regió equatorial de l'Índic.